# 松林站
松林站是位于云南省曲靖市沾益区盘江镇松林村的一个铁路车站，邮政编码65503？。车站建于1964年，有沪昆铁路经过该站，现仅办理货运，不办理客运业务，车站及其上下行区间均已电气化。车站距离贵阳站461公里，隶属昆明铁路局曲靖车务段，是四等站。

## 业务办理
- 客运：办理旅客乘降，行李包裹托运业务。
- 货运：无。